# JoJo's Bizarre Adventure
JoJo's Bizarre Adventure (ジョジョの 奇妙な冒険 Jojo no Kimyō na Bōken?, lit. Las extrañas aventuras de Jojo) es una serie de manga japonés escrita e ilustrada por Hirohiko Araki. Su publicación comenzó en la revista Weekly Shōnen Jump en 1987 y continúa en la revista Ultra jump desde 2005. Con 138 volúmenes recopilatorios es, hasta el momento, el segundo manga más largo de la editorial Shūeisha —siendo solamente superado por los doscientos volúmenes de Kochikame—. Contando ya con más de cien millones de copias impresas, el manga es distribuido por Viz Media en los Estados Unidos, por Ivrea en Argentina y España, por Panini Manga en México, por Delcourt/Tonkam en Francia y por Star Comics en Italia.
El estudio APPP adaptó la tercera parte del manga (Stardust Crusaders) en una OVA de dos partes: la primera lanzada entre 1993 y 1994, la cual con seis episodios cubría la segunda mitad de la historia, y la segunda lanzada entre 2000 y 2002, la cual con siete episodios cubría la primera mitad. El mismo estudio también llevó a cabo una adaptación de la primera parte (Phantom Blood) en una película que solo fue lanzada en Japón en el año 2007, pero que por razones desconocidas no se divulgó fuera de las salas de cine, y de ella solo se archivó en internet sus primeros dieciséis minutos. Jojo gozaba de menos fama en el extranjero que en el propio Japón pues en Japón recaudó cerca de 52 millones de dólares solo en cines, esta no era conocida en occidente hasta que en 2012, David Production lleva a cabo la única adaptación de este en anime, la cual se transmite por Tokyo MX y Mainichi Broadcasting System (MBS), y de la cual algunas cadenas televisivas occidentales tienen licencia de transmisión. Hasta el momento, con 190 episodios y cinco temporadas (seis tomando en cuenta que la tercera parte se dividió en dos temporadas), se han adaptado en anime las primeras seis partes del manga, de la cual Stone Ocean, finalizó el 1 de diciembre de 2022. El 12 de abril de 2025, se confirmó la adaptación al anime de la séptima parte Steel Ball Run, la cual se estrenará en una fecha sin determinar. En la encuesta realizada por la cadena de televisión Japonesa TV Asahi para elegir los 100 Mejores mangas de la historia, JoJo's Bizarre Adventure alcanzó el puesto número 10.
La franquicia ha sido expandida a diversos formatos por ser una de las historias más famosas de todo Japón: novelas, videojuegos y mangas y animes derivados. Araki escribió el argumento de Jojo inspirándose en una gran cantidad de referentes de la cultura popular sin licencias libres, razón por la cual su distribución en  el extranjero es modificada mayormente en cuanto a los nombres.

## Argumento
La trama se desarrolla en torno a la historia del linaje Joestar, una poderosa familia de origen británico destinada a combatir fuerzas sobrenaturales malvadas usando poderes adquiridos; la obra abarca varias generaciones de dicho linaje, las cuales son adaptadas en cada parte poniendo un descendiente como protagonista, empezando con Jonathan en el año 1880. Las partes 1 a 6 tienen una historia continua y lineal, mientras que las 7, 8 y 9 tienen otra historia continua y lineal, que ocurre en un universo alterno.
El nombre «JoJo», presente en el título de la obra, consiste en un juego de palabras compuesto por el nombre de los protagonistas de cada parte, los cuales pueden abreviarse como «Jojo» y usarse a forma de apodo; sin embargo, en las últimas partes de la obra se hacen juegos de palabras más complejos: por ejemplo, Josuke es un juego de palabras en japonés en que la sílaba «suke» (助) se puede leer también como «jo», y el diminutivo de Giorno Giovana (Gio. Gio.) tiene una pronunciación bastante similar a «Jojo». Todos los Joestar se identifican porque tienen una marca de nacimiento en forma de estrella de cinco puntas y de color morado.
Los géneros que abarca se extienden por acción, aventura, sobrenatural, suspenso, comedia, tragedia, misterio y terror. Es quizás más conocida popularmente por su fenómeno Stand; la Parte 3: Stardust Crusaders y sus personajes Dio y Jotaro Kujo; la interpretación expresiva de sus personalidades orgullosas glamorosas; y sus cientos de referencias nominales a la música popular occidental.

## Terminología

### Primer universo
- Máscara de Piedra (石仮面, Ishi Kamen): introducido en la primera parte. Es un dispositivo creado por los hombres del pilar para transformar humanos en formas de vida más poderosas. La máscara funciona cuando se coloca en la cara de un individuo y es manchada con sangre; esto activa un mecanismo con forma de púas que se disparan, perforan el cráneo y se clavan en el cerebro, aunque en un inicio solo parece un aparato de tortura, estas punciones estimulan la activación de ciertas regiones dormidas del cerebro, gracias a lo cual se manifiesta cierto potencial y habilidades latentes en el humano, lo que lo transforma en un vampiro. Originalmente el motivo para crear la máscara era ayudar a los Hombres del Pilar a evolucionar a un estado de habilidades superiores y carente de debilidades, sin embargo, la máscara por sí sola no posee poder para herir a un ser de este tipo, por lo que solo pudo ser usada para crear formas de vida más nutritivas que los humanos para que se alimentaran mientras sus creadores buscaban la Gema roja de Aja, que potenciaría suficientemente la máscara como para lograr su objetivo original.

- Hamon (波紋, lit. Onda): también conocido como Sendō (仙道 lit. Camino del Ermitaño), es el arte marcial ancestral que sirve como elemento primordial durante la primera y segunda parte y usado ocasionalmente en la tercera, es la fuente de poder de los protagonistas de las dos primeras partes. Se dice que solo aparece una persona capaz de dominarlo cada 10 000 años. Está basado en el uso la energía vital a través de la respiración para fortalecer el cuerpo con ondas de energía con características similares a la luz solar. A pesar de estar principalmente diseñado para destruir vampiros y zombis, también puede afectar a objetos inanimados. Un objeto cargado con Hamon puede ser muy peligroso y su usuario puede realizar técnicas combinadas con tácticas de combate, permitiendo generar un estilo más flexible que se adapte a las necesidades del usuario. Además, otorga algunas ventajas a los usuarios de este arte marcial, como poder caminar sobre el agua, sanar heridas graves o prolongar la vida y desacelerar el envejecimiento, también tiene desventajas, pues puede quedar inutilizado si el usuario pierde la capacidad de respirar. El Hamon es capaz de combinarse con el Stand, potenciando su poder.

- Vampirismo (吸血鬼, Kyūketsuki): forma de evolución humana artificial creada por los Hombres del pilar usando la máscara de piedra. En esta forma el humano sufre fotosensibilidad extrema y se transforma en un hematófago, pero a su vez también obtiene habilidades como rejuvenecimiento al momento de mayor esplendor físico que vivió, fuerza sobrehumana, curación acelerada, no tener reflejo en los espejos, capacidad de transformar humanos en zombis leales y muchas otras que dependerán del grado de control que desarrolle de sus tejidos y fluidos. El objetivo original de los vampiros era ser una fuente de alimento más eficiente para los hombres del pilar, quienes asimilaban la fuerza vital de sus víctimas, por ello al crear a los vampiros, podían alimentarse de la fuerza vital de seres inmortales y así incrementar rápidamente su poder y vitalidad.

- Hombres del Pilar (柱の男, Hashira no Otoko): introducidos en la segunda parte, los Hombres del Pilar son un grupo de seres humanoides ancestrales, extremadamente inteligentes con la capacidad de manipular su cuerpo con gran eficacia. Son prácticamente invulnerables, ya que su única debilidad es el Sol y el Hamon. Cada uno de ellos posee un cuerno en su cabeza, que refleja una jerarquía y para ellos enseñarlo es un símbolo de honor.

- Stand (スタンド?): introducidos en la tercera parte, un Stand es la manifestación del espíritu luchador de un individuo. Normalmente aparecen detrás del usuario y son invisibles para aquellos que no poseen uno. Por norma general, solo aquellos con una gran determinación y fuerza espiritual pueden desarrollar un Stand. Cabe destacar que pueden ser heredados o desarrollados artificialmente por objetos como el Arco y la Flecha. Los Stand suelen tener forma humanoide, aunque hay algunas excepciones en las que los Stand tienen forma de objetos sólidos o líquidos. Además, los Stand se pueden clasificar según su poder destructivo, alcance, habilidades, etc. Si el Stand sufre daños o muere, la persona también y viceversa. (No es el caso con usuarios que forman su stand a partir de algún objeto o elemento, como Iggy con la arena o N'Doul con el agua).

- La Flecha (矢, Ya): introducida en la cuarta parte, la Flecha es un objeto que, al atravesar a un individuo, le otorga la habilidad de desarrollar un Stand o mejorar el que ya posee, pero si el individuo es incapaz de soportar el proceso, morirá. Se conoce la existencia de seis Flechas, forjadas de un meteorito encontrado en Groenlandia hace más de 50 000 años. A pesar de haber sido introducida durante la cuarta parte, su influencia también está presente en la quinta y la sexta parte, así como brevemente en la tercera. Cuando la flecha clava a un Stand de nuevo este se transforma en su forma Requiem, haciéndolo prácticamente invencible, solo Giorno Giovanna y Jean Pierre Polnareff han conseguido la forma Requiem de su Stand. La forma Requiem de un Stand puede actuar de manera independiente a su usuario y otorgarle poderes de acuerdo a sus necesidades, por el contrario, si la flecha clava a un mismo usuario de Stand, este obtiene un nuevo poder, solamente Yoshikage Kira ha sido capaz de lograrlo.

### Segundo universo (TrilogíaSteel Ball Run)
- Rotación (回転, Kaiten): es la contraparte del Hamon en el trilogía Steel Ball Run, ya que ocurre en un universo paralelo. Consiste en el uso del cuerpo humano para hacer rotar una esfera con el objetivo de conseguir el Efecto Magnus calculando trayectorias con el Rectángulo dorado como referencia. Dividiendo recursivamente el rectángulo en un cuadrado y en otro rectángulo dorado, se consigue realizar una línea curva a través de las esquinas opuestas de los cuadrados que da lugar a una espiral dorada. Para emular la espiral dorada en el lanzamiento se requiere un rectángulo áureo como referencia en el entorno. Existe una versión mejorada llamada Super Rotación que solo puede realizarse alcanzando ciertas velocidades.

- Stand (スタンド?): Un Stand es la manifestación del espíritu luchador de un individuo. Normalmente aparecen detrás del usuario y son invisibles para aquellos que no poseen uno. Por norma general, solo aquellos con una gran determinación y fuerza espiritual pueden desarrollar un Stand. Cabe destacar que pueden ser heredados o desarrollados artificialmente por Las Palmas del Diablo y El Muro de Ojos. Los Stand suelen tener forma humanoide, aunque hay algunas excepciones en las que los Stand tienen forma de objetos sólidos o líquidos. Además, los Stand se pueden clasificar según su poder destructivo, alcance, habilidades, etc. Si el Stand sufre daños o muere, la persona también y viceversa.

- Las Palmas del Diablo (悪魔の手のひら, Akuma no Tenohira): es la contraparte de la Flecha en el trilogía Steel Ball Run. Cuando Jesús murió en la costa oeste de Norteamérica, las partes de su cadáver fueron esparcidas por el país. Esto provocó que algunas personas, al cruzar determinados lugares, desarrollaran un Stand o, en su defecto, encontraran una de las nueve partes en las que fue dividido su cadáver.

- Piezas del Cadáver (聖人の遺体, Seijin no Itai): introducidas en Steel Ball Run, se trata de las partes del cadáver de Jesús, las cuales tienen poderes milagrosos.

- El Muro de Ojos (壁の目, Kabe no Me): introducidos en Jojolion, actúan de forma similar a las Palmas del Diablo. Estos surgieron tras el terremoto y tsunami de Japón de 2011 y otorgan Stands a aquellos que se acerquen.

- Árbol Rokakaka (ロカカカの木, Rokakaka no Ki): se trata de una misteriosa especie de árbol que produce frutos con capacidades curativas milagrosas. Sin embargo, estos frutos se rigen por la Ley del Intercambio Equivalente, de modo que otorgan algo a aquel que la come pero perdiendo algo en el proceso.
- Humanos de Roca (岩人間, Ishi Ningen): son las contrapartes de los Hombres del Pilar introducidos en Jojolion.

## Sumario
La historia en JoJo's Bizarre Adventure se divide entre dos continuidades. La primera incluye desde la Parte 1 hasta la Parte 6, que se detallan en la revista Shūkan Shōnen Jump desde 1987 hasta 2003, mientras que la segunda incluye la Parte 7, Parte 8 y Parte 9 por ahora, detallados en la revista seinen Ultra Jump desde 2004 hasta el presente. La trama a través de estas historias se suministra en arcos argumentales de múltiples capítulos que detallan los conflictos precarios y melodramáticos entre grupos definidos tanto por sus poderes sobrenaturales únicos, principalmente por el fenómeno versátil de los Stand, y ambiciones, actitudes o criterios morales exclusivos. Estos arcos argumentales varían en el tono, alternando aventura, suspenso, misterio y terror; siempre a través de la acción, a menudo con algo de comedia incrustada. Por lo general, una carrera surge entre los héroes de la historia para interceptar a un poderoso antagonista central.
Muchas referencias a películas, televisión, moda, bellas artes, y (en particular) la música popular de la época posmoderna son fácilmente identificables a través de JoJo's Bizarre Adventure en muchos entornos y en ambos caracterización y nomenclatura del elenco. Los ejemplos de teoría física, matemática y psicológica, además de biología, tecnología, mitología, fenómenos naturales, acontecimientos históricos, y segmentos de otros trabajos artísticos informan el diseño y la funcionalidad de la multitud de Stands únicos de JoJo's Bizarre Adventure. La serie de vez en cuando hace desarrollos imaginarios sobre la teoría científica contemporánea en la creación de las rutas por las cuales ciertos Stands y otros poderes ejercen su influencia en la naturaleza.
Morioh, ciudad japonesa ficticia y la base de Diamond Is Unbreakable y como una encarnación distinta en la parte 8 JoJolion, comparte sus coordenadas con el pueblo natal de Araki, Sendai, asumiendo una descripción más culturalmente detallada y haciendo referencia hacia asuntos más contemporáneos (como el terremoto de Tohoku 2011) que en las otras partes. Además, el mangaka usuario-de-Stand Rohan Kishibe, un residente de Morioh introducido en Diamond Is Unbreakable, regresa como guía en algunos spin-off de JoJo's Bizarre Adventure.
Hirohiko Araki, consultado en 2006 para describir el objetivo de JoJo's Bizarre Adventure en una sola frase, respondió «el enigma de los seres humanos» y «un elogio [a] [los] humanos»; y como su actitud hacia la serie manga, "la salvación del corazón". Los asuntos en el texto de la serie manga se pueden condensar bajo temáticas de Destino, Suerte, Justicia y Redención, como se afirma por varios de los personajes centrales.

## Partes
| Título | Título                                                                | Manga                                         | Manga                                            | Manga               | Anime           | Anime           |
| Título | Título                                                                | Volúmenes                                     | Capítulos                                        | Publicación         | Episodios       | Emisión         |
| Primer universo | Primer universo                                                       | Primer universo                               | Primer universo                                  | Primer universo     | Primer universo | Primer universo |
| --- | --------------------------------------------------------------------- | --------------------------------------------- | ------------------------------------------------ | ------------------- | --------------- | --------------- |
| 1 | Phantom Blood ファントムブラッド                                      | 5 (1-5)                                       | 44 (1-44)                                        | 1986-1987           | 9 (1-9)         | 2012            |
| En Inglaterra de los 1880, Dio Brando trama un plan para tomar la fortuna de su familia adoptiva, los Joestar, pero su hermano, Jonathan Joestar, lo trata de detener. Usando una misteriosa máscara de piedra, Dio se convierte en un vampiro mientras que Jonathan aprende hamon para combatirlo. |                                                                       |                                               |                                                  |                     |                 |                 |
| 2 | Battle Tendency 戦闘潮流 Sentō Chōryū                                 | 8 (5-12)                                      | 69 (45-113)                                      | 1987-1989           | 17 (10-26)      | 2012-2013       |
| En Norteamérica y Europa de 1938, Joseph Joestar —nieto de Jonathan Joestar— y Caesar Zeppeli emprenden, junto a la maestra de hamon Lisa Lisa y al soldado alemán nazi Rudol von Stroheim, la misión de derrotar a los hombres del pilar antes de que obtengan la piedra roja de aja, la cual les permitiría convertirse en las formas de vida definitivas, invencibles, asegurando su dominio sobre el mundo. |                                                                       |                                               |                                                  |                     |                 |                 |
| 3 | Stardust Crusaders スターダストクルセイダース                         | 17 (12-28)                                    | 152 (114-265)                                    | 1989-1992           | 48 (27-74)      | 2014-2015       |
| En noviembre de 1988, tras un siglo atrapado en un ataúd en el fondo del mar, Dio Brando despierta apoderado del cuerpo de Jonathan Joestar, se va a vivir a Egipto y obtiene un stand que lo ata a los Joestar, dando stands a cada individuo de esa dinastía. Ante esta noticia, Joseph Joestar contacta a su nieto, Jotaro Kujo, para, junto a su amigo Muhammad Avdol, emprender desde Tokio la campaña para encontrar y derrotar a Dio; pero antes de que esta inicie se manifiesta el stand de Holy Kujo —hija de Joseph y madre de Jotaro—, quien no puede controlarlo y cae en un coma en el cual solo puede sobrevivir durante cincuenta días. |                                                                       |                                               |                                                  |                     |                 |                 |
| 4 | Diamond is Unbreakable ダイヤモンドは砕けない Daiyamondo wa Kudakenai | 18 (29-47)                                    | 174 (266-439)                                    | 1992-1995           | 39 (75-113)     | 2016            |
| En abril de 1999, en el pueblo japonés de Morioh, Jotaro Kujo contacta a su tío perdido, Josuke Higashikata, para darle a conocer su ascendencia y advertirle sobre los peligros que una flecha de stand que busca ha estado causando en el pueblo. Tras esto, Josuke y sus amigos se ven afectados y en la necesidad de ayudarlo en su búsqueda. |                                                                       |                                               |                                                  |                     |                 |                 |
| 5 | Golden Wind 黄金の風 Ōgon no Kaze                                     | 17 (47-63)                                    | 155 (440-594)                                    | 1995-1999           | 39 (114-152)    | 2018-2019       |
| 29 de marzo de 2001, Italia. Giorno Giovanna —hijo de Dio Brando— se une a la banda mafiosa de los Passione y, junto al líder de su pandilla, Bruno Bucciarati, busca tener contacto con el anónimo jefe de la banda para derrotarlo y acabar con los negocios de drogas que él promovía. |                                                                       |                                               |                                                  |                     |                 |                 |
| 6 | Stone Ocean ストーンオーシャン                                        | 17 (64-80)                                    | 158 (595-752)                                    | 1999-2003           | 38 (153-190)    | 2021-2022       |
| 28 de octubre de 2011, Florida. Jolyne Cujoh —hija de Jotaro Kujo— es apresada gracias a un conspiración contra ella por parte del usuario del stand Whitesnake, quien luego asesina a Jotaro retirándole y almacenando en discos su memoria y su stand. Tras esto, Jolyne va en búsqueda de los discos con la esperanza de revivir a su padre. |                                                                       |                                               |                                                  |                     |                 |                 |
| Segundo universo (Trilogía Steel Ball Run) |                                                                       |                                               |                                                  |                     |                 |                 |
| 1 (7) | Steel Ball Run スティール・ボール・ラン                               | 24 (1-24/81-104 en general)                   | 95 (1-95/753-847 en general)                     | 2004-2011           | —               | 2026            |
| Un homenaje a Phantom Blood, Battle Tendency y Stardust Crusaders. 23 de septiembre de 1890, los Estados Unidos. Johnny Joestar, un ex jockey, y Gyro Zeppeli, un maestro del extraño arte del giro, participan en el Steel Ball Run, una carrera de jockeys de San Diego a Nueva York con un premio de cincuenta millones de dólares. Ambos empiezan como rivales pero se van acercando a medida que se enfrentan a oponentes violentos. |                                                                       |                                               |                                                  |                     |                 |                 |
| 2 (8) | JoJolion ジョジョリオン                                               | 27 (25-51/105-131 en general)                 | 110 (96-205/848-957 en general)                  | 2011-2021           | —               | —               |
| Un homenaje a Diamond is Unbreakble. 19 de agosto de 2011, Morioh. el tataranieto de Johnny Joestar, Josuke Higashikata (Anteriormente conocido como Kira Yoshikage), un joven que padece amnesia retrógrada, trata de descubrir su verdadera identidad. |                                                                       |                                               |                                                  |                     |                 |                 |
| 3 (9) | The JOJOLands ザ・ジョジョランズ                                      | 6 (52-57/132-137 en general) (en publicación) | 26 (206-231/958-983 en general) (en publicación) | 2023-en publicación | —               | —               |
| Un homenaje a Golden Wind y Stone Ocean. En el estado de Hawái de 2023, Jodio Joestar, el nieto de Joseph Joestar, un estudiante de secundaria que sigue su objetivo de volverse un gánster asquerosamente rico mediante los "mecanismos" de su vida diaria. |                                                                       |                                               |                                                  |                     |                 |                 |

## Desarrollo
Para JoJo's Bizarre Adventure, Araki quería usar un método clásico como base antes de introducir elementos modernos. Como ejemplo, a menudo dibuja con un estilo realista pero usa colores surrealistas. Araki ha tenido como objetivo dibujar espíritus reales en JoJo, lo que lo llevó a ir al río Kappa en Tōno, Iwate, para comprender mejor el concepto. Araki afirma estar inspirado en el arte de la década de 1980, las técnicas de sombreado del arte occidental y las pinturas clásicas; la coloración del manga se basa en cálculos en lugar de consistencia, con Araki citando a artistas como Paul Gauguin como inspiración. También afirma que el misterio es el tema central del manga, ya que le fascinaba cuando era niño. Además, Araki quería explorar los superpoderes y la energía en JoJo's Bizarre Adventure, lo que dio como resultado varios conceptos como Hamon y Stands. Dijo que la base sobrenatural de las peleas en su serie niveló el campo de batalla para que mujeres y niños se enfrentaran a hombres fuertes. Para Stardust Crusaders en particular, Araki se vio influenciado por los juegos de rol en el diseño de las habilidades de los personajes. Al crear la historia generacional del manga, Araki pensó mucho en la muerte y el legado que las personas dejan en sus vidas para sus descendientes, luego de la muerte de su abuelo. Se inspiró en Roots: The Saga of an American Family y East of Eden. Araki se centró en Roots por su historia centrada en la familia, y tomó la idea del destino entrelazado y la rivalidad entre dos familias de East of Eden. Pensaba muy bien en las historias que fueron bien recibidas después de cambiar de protagonistas, lo que influyó en la decisión de Araki de matar a Jonathan Joestar y escribir una historia generacional, transmitiendo su "Espíritu" a sus propios descendientes.

## Media

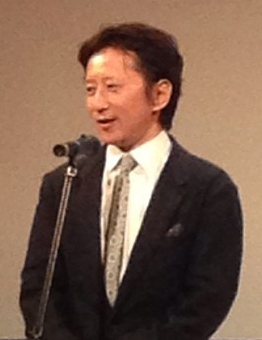
Hirohiko Araki

### Manga
Escrito e ilustrado por Hirohiko Araki, JoJo's Bizarre Adventure comenzó su serialización en la Weekly Shonen Jump en el número combinado 1-2# de 1987, el cual fue publicado el 1 de enero de ese año. Los capítulos son recopilados y publicados en volúmenes publicados por Shueisha, siendo el primero de ellos lanzado el 10 de agosto de 1987. La obra está dividida en varias partes, cada uno de ellos protagonizado por un descendiente de la familia Joestar. Durante la quinta parte, ocurrida en Italia, el título estuvo escrito en italiano como Le Bizzarre Avventure di GioGio. Después del tomo 63, cada tomo inicial de las nuevas partes ha sido renumerado desde el principio, como se puede ver en Stone Ocean, Steel Ball Run y JoJolion. La obra pasó su publicación a la Ultra Jump en 2004, durante Steel Ball Run, pasando a ser los capítulos publicados de con una periodicidad mensual. JoJolion, la parte actual, comenzó el 19 de mayo de 2011. En 2012, las tres primeras partes fueron coloreadas digitalmente y lanzadas para teléfono inteligente y tableta. Una versión física de esta reedición a color llamada JoJonium comenzó su publicación el 4 de diciembre de 2012 y terminó el 4 de marzo de 2015, contando finalmente con 17 volúmenes que adaptan las tres primeras partes de la obra. Además, esta edición comenzó su publicación en EE. UU. el 26 de febrero de 2015 bajo el sello de Viz Media.

#### OVAs
Dos adaptaciones OVA de Stardust Crusaders fueron realizadas por Studio A.P.P.P.. La serie de seis volúmenes original comienza a mitad de la Parte y fue publicada desde el 19 de noviembre de 1993 hasta el 18 de noviembre de 1994. Una serie de siete volúmenes titulada JoJo's Bizarre Adventure: Adventure (ジョジョの奇妙な冒険 ADVENTURE) fue lanzada desde el 25 de mayo de 2000 hasta el 25 de octubre de 2002 a modo de precuela, adaptando el comienzo de la parte.

#### Película
El 17 de febrero de 2007, se estrenó en Japón una película de la franquicia titulada JoJo's Bizarre Adventure: Phantom Blood (ジョジョの奇妙な冒険 ファントムブラッド). La película fue rodada en conmemoración de los 25 años de Hirohiko Araki como mangaka. El tema principal fue "Voodoo Kingdom", de la banda japonesa Soul'd Out. No obstante, la película jamás fue comercializada en formato casero.

#### Anime
El 5 de julio de 2012, durante una conferencia de prensa celebrando el 25.º aniversario de la franquicia, Araki anunció que se estaba realizando una adaptación y que debutaría en octubre de 2012. Una imagen promocional se publicó en el número de agosto de la Ultra Jump con Jonathan Joestar y Dio Brando como protagonistas, dando a entender que esta nueva adaptación comenzaría desde la primera Parte, Phantom Blood. En el número de septiembre, la Ultra Jump anunció parte del reparto de voces y el personal, encargándose David Production de la producción, con Kenichi Suzuki como director, y con Kazuyuki Okitsu y Koyasu Takehito prestándole su voz a Jonathan Joestar y a Dio Brando, respectivamente. La serie de 26 capítulos, adaptó las 2 primeras partes del manga, Phantom Blood y Battle Tendency, desde el 5 de octubre de 2012 hasta el 5 de abril de 2013. El opening de la primera Parte fue "JoJo ~Sono Chi no Sadame~" (ジョジョ～その血の運命～), interpretado por Hiroaki "Tommy" Tominaga, mientras que el de la segunda Parte fue "Bloody Stream", interpretado por Coda. Para ambas Partes, el ending de la serie fue "Roundabout", sencillo de la banda británica Yes. La serie fue recopilada en 9 volúmenes DVD/BD desde el 30 de enero hasta el 27 de septiembre de 2013.
Un pequeño teaser de Stardust Crusaders fue incluido durante los últimos minutos de la serie, mientras que se incluyó un "Continuará" en los DVD/BD. El 18 de octubre de 2013, Warner Bros. Japan anunció que una nueva temporada estaba en marcha adaptando Stardust Crusaders, que fue estrenada el 5 de abril de 2014. David Production repite en la producción, afirmando que al igual que utilizaron diferentes estilos para animar Phantom Blood y Battle Tendency, hicieron lo mismo con Stardust Crusaders. Para esta ocasión, Daisuke Ono, le presta su voz al personaje principal de este arco, Jotaro Kujo. La banda sonora en esta oportunidad, la compuso Yuugo Kano. El primer opening lleva por título "Stand Proud" y fue interpretado por Jin Hashimoto mientras que el segundo lleva por título "JoJo Sono Chi no Kioku ~end of THE WORLD~" (ジョジョ その血の記憶～end of THE WORLD～) interpretado por los JO☆STARS ~TOMMY, Coda, JIN~, un grupo formado por los que interpretaron los openings anteriores de la serie. El primer ending es la canción "Walk Like an Egyptian" del grupo femenino The Bangles mientras que el segundo es "Last Train Home" interpretado por Pat Metheny Group.
En 2015, se mostró el tráiler de una nueva temporada, de nuevo a cargo de David Production, en el que se mostraba un adelanto de lo que sería la cuarta parte del manga animada, Diamond Is Unbreakable. Se estrenó el 1 de abril de 2016 y finalizó el 23 de diciembre del mismo año. A diferencia de las anteriores temporadas, Diamond Is Unbreakable contó con tres openings: el primero fue "Crazy Noisy Bizarre Town", interpretado por The DU; el segundo fue "Chase", interpretado por Batta, y el tercero fue "Great Days", interpretado por Karen Aoki y Daisuke Hasegawa, este último cuenta con una versión especial interpretada por el grupo JO☆UNITED, integrado por los JO☆STARS y los intérpretes de los openings de la Parte 4. El ending de la serie fue "I Want You", de la banda Savage Garden.
El día 20 de junio de 2018 durante la exposición de arte Hirohiko Araki: Ripples of Adventure de parte del propio autor del manga, se dio a conocer que David Production estaba trabajando en la adaptación animada de la quinta parte argumental del manga, que será hasta ahora la cuarta temporada del anime. La cuarta temporada del anime cuenta con la dirección general de Naokatsu Tsuda, con la supervisión de dirección estando a cargo de Yasuhiro Kimura y Hideya Takahashi; Yasuko Kobayashi a cargo de escribir el guion de la serie; el diseño de personajes corre a cargo de Takahiro Kishida, el diseño de Stands y las secuencias de acción están en manos de Takahito Takayama; finalmente la banda sonora está una vez más a cargo de Yūgo Kanno que había trabajado previamente en las adaptaciones de Stardust Crusaders y Diamond Is Unbreakable. La serie se estrenó el 5 octubre del mismo año, no obstante hubo un preestreno de la serie el 5 de julio donde se dio a conocer quiénes interpretarían las voces de los cinco personajes principales.

### Videojuegos
La obra ha sido adaptada en varias ocasiones a los videojuegos, desde máquinas recreativas hasta videoconsolas como PlayStation, Dreamcast, PlayStation 2 o PlayStation 3. Así mismo, algunos personajes de la franquicia han aparecido en otros videojuegos ajenos a la obra, especialmente juegos de lucha. Este es el caso de Jotaro y Dio, que aparecieron en Jump Super Stars y Jump Ultimate Stars para Nintendo DS, o de Jonathan y Joseph, que aparecen en J-Stars Victory VS para PlayStation 3 y PlayStation Vita.
JoJo's Bizarre Adventure (videojuego) (SNES): JoJo's Bizarre Adventure fue el primer juego de la franquicia, lanzado el 5 de marzo de 1993 para la SNES. Es un RPG ambientado en la tercera Parte de la obra, Stardust Crusaders, que combina elementos típicos de los juegos de rol y de las aventuras point & click. El juego incorporaba un sistema en el que el estrés afectaba a los parámetros de los protagonistas a la hora de luchar. Así mismo, el sistema de combate seguía la línea de los RPG clásicos, en los que estaba presente una lista de comandos, sin embargo el jugador debía elegir una carta boca abajo que se le ofrecía antes de cada combate para determinar las habilidades de cada personaje, las cuales cambiaban según la carta escogida. Además, los Stand eran un elemento primordial en el sistema de combate.
JoJo's Bizarre Adventure: Heritage for the Future (Arcade): conocido como JoJo's Venture en Occidente, se trata de un juego arcade desarrollado por Capcom y lanzado en 1998 para la máquina recreativa CPS-3. Una versión actualizada, llamada JoJo's Bizarre Adventure: Heritage for the Future, fue lanzada en 1999 en CPS-3, PlayStation y Dreamcast. Ambas estaban ambientadas en la tercera parte de la franquicia, Stardust Crusaders y seguía las mecánicas de otros juegos de lucha de Capcom. El propio Hirohiko Araki participó como consultor en el desarrollo del juego, aportando nuevas ilustraciones para su promoción.
GioGio's Bizarre Adventure (PS2): lanzado el 25 de julio de 2002 para PlayStation 2 y desarrollado una vez más por Capcom, se trata de un juego de acción basado en la quinta parte, Golden Wind. Los gráficos cel-shading corren bajo el motor Artistoon, desarrollado por Capcom expresamente para imitar el estilo de dibujo de Araki. Entre los modos de juego podemos encontrar el Super Story Mode (SS Mode), en el cual el jugador se pone en la piel de Giorno y sus compañeros en un viaje a través de Italia para derrotar a Diavolo. En este modo se pueden ver escenas de video entre fases y durante algunos combates. Una vez completado el modo principal, se desbloqueará el modo Another Story, en el cual vuelven a aparecer algunas peleas del SS Mode, a diferencia de que en esta ocasión puedes elegir entre cuatro personajes que no aparecían antes en ese escenario. Así mismo, también está presente un Modo Galería, en el cual se pueden encontrar extras como pistas de audio, diseños conceptuales o modelos de los personajes, tanto jugables como no jugables.
JoJo's Bizarre Adventure: Phantom Blood (PS2): lanzado el 26 de octubre de 2006 para la plataforma PlayStation 2 con motivo del 20.º aniversario de la obra, es la segunda aventura basada en la franquicia. Fue desarrollado por Anchor y distribuido por Namco Bandai Games. Está ambientado en la primera Parte, Phantom Blood, y al igual que en su predecesor, el sistema de juego está diseñado como un juego de lucha en el que el jugador se encuentra en un escenario del que no puede salir. El juego está dividido en varios capítulos, en los cuales el jugador irá cambiando de personaje a medida que la historia avanza.
JoJo's Bizarre Adventure: All Star Battle (PS3): con motivo del 25.º aniversario de la franquicia, Namco Bandai y CyberConnect2 desarrollaron una nueva entrega de JoJo's Bizarre Adventure para PlayStation 3. Es un juego de lucha al igual que JoJo's Bizarre Adventure: Heritage for The Future en el que aparecen por primera vez todos los protagonistas y villanos principales de la serie de las partes 1-8. Se lanzó el 29 de agosto de 2013 en Japón en una versión estándar y una edición coleccionista que contiene una figura de Jotaro junto a Star Platinum, una placa de Giorno Giovanna y Gold Experience, la banda sonora del juego, un memo-book de Hayato Kawajiri y un código de descarga para desbloquear a Yoshikage Kira, villano principal de Diamond Is Unbreakable. El juego llegó a occidente en primavera de 2014.
JoJo's Bizarre Adventure: Eyes of Heaven (ジョジョの奇妙な冒険 アイズオブヘブン JoJo no Kimyō na Bōken: Eyes of Heaven?) es un videojuego de lucha en 3D exclusivo para PlayStation desarrollado por CyberConnect2 y distribuido por Bandai Namco. El juego está basado en la serie de manga de JoJo's Bizarre Adventure, y abarca desde la primera parte del manga, Phantom Blood, hasta la octava parte, JoJolion. Fue estrenado en Japón el 17 de diciembre de 2015, en Estados Unidos el 28 de junio de 2016 y en Europa el 1 de julio de 2016.
Juegos de la Shonen Jump (varias plataformas): debido a la popularidad de la franquicia los personajes suelen hacer apariciones en estos, algunos ejemplos son Jonathan Joestar y Joseph Joestar en Shonen Jump Victory Vs o Jotaro Kujo y Dio Brando Jump Force.

### Colaboraciones con Gucci
La inspiración para el proyecto es la colección Cruise 2013 diseñada por Frida Giannini para Gucci. Tras examinar la colección, el artista japonés Hirohiko Araki ha creado un manga exclusivo que se ha presentado en 70 boutiques de Gucci por todo el mundo durante los meses de enero y febrero de 2013.
Titulada "Jolyne, Fly High with Gucci", la historia trata de las aventuras de Jolyne Cujoh, una estudiante que hereda como recuerdo una vestimenta de Gucci de su madre, lo que la lleva a un viaje entre imaginación y realidad. La caricatura manga también incluye algunas referencias al icónico motivo Flora que ha sido reinterpretado y utilizado en algunas piezas clave de la colección. "Esta ha sido sin duda una de las colaboraciones más agradables en las que he trabajado -dijo Frida Giannini, directora creativa de la casa que proviene de Florencia. Los personajes que Hirohiko Araki ha concebido combinan una energía, sensualidad y atractivo que da vida a mi colección Cruise de una manera tan divertida y convincente. Estoy bastante segura de que sus expositores detendrán a la gente en ciudades de todo el mundo mientras se sumergen en el fabuloso mundo de fantasía que ha creado". Haciéndose eco de las palabras de Frida Giannini, el artista japonés Hirohiko Araki comentó acerca del proyecto: "Siempre me ha fascinado Italia y es un gran placer y honor para mí colaborar con Gucci, una marca que realmente representa el diseño y la tradición en Italia". "La hermosa colección Cruise de Frida, con sus colores fuertes y diseños gráficos, me hizo pensar desde el momento en que me la mostró. Por ello fue por lo que los personajes y el argumento llegaron a ser tan naturales. Fue muy estimulante trabajar juntos en este proyecto".